# 레디 엔터테인먼트
레디 엔터테인먼트(영어: READY ENTERTAINMENT)는 대한민국의 모델 에이젼시이다.

## 에이전트

### 여자
- 최효주
- 윤재
- 안아름
- 지지안
- 이혜상
- 이승미
- 김리하
- 유송하
- 이예닮
- 차민경
- 이솔아
- 강다희
- 차신혜
- 조여은
- 윤다영
- 김지은
- 윤수연
- 김소우
- 김보미
- 구본아
- 양태빈
- 강초원
- 김라온
- 김수연
- 김채영
- 미미
- 양선아
- 오경옥
- 윤가혜
- 이소리
- 이영아
- 이윤지
- 이현지
- 임선우
- 임솔미
- 장윤이
- 조혜진
- 최배영
- 최유리
- 한서주
- 김수정

### 남자
- 최규민
- 공정현
- 권혁선
- 서민성
- 성치현
- 윤성빈
- 이경민
- 정수한
- 최정진
- 이동준
- 김근목

### 크리에이터
- 한인석
- 쇼니
- 김건호
- 연세련
- 큐 영
- 고상길
- 해준
- 하바다
- 동네놈들